# Philip Miller
Philip Miller (n. 1691, Greenwich, Regatul Angliei – d. 18 decembrie 1771, Greater London, Anglia, Regatul Marii Britanii) a fost un botanist de origine scoțiană.
Miller a fost grădinarul șef al cunoscutului parc-grădină Chelsea Physic Garden începând cu 1721 până la scurt timp înaintea morții sale. Lucările sale din 1724, Dicționarul gradinarului și floricultorului, sau Un sistem complet de horticultură (în original, The Gardener's and Florists Dictionary or a Complete System of Horticulture) și din 1731, Dicționarul grădinarului conținând metode de cultivare și îmbunătățire a fructelor de bucătărie și ale gradinii cu flori (în original, The Gardener's Dictionary containing the Methods of Cultivating and Improving the Kitchen Fruit and Flower Garden) au fost pentru decenii cărți clasice în domeniu.
Miller a ținut legături strânse cu alți botaniști, obținând semințe de plante și plante din toată lumea, multe dintre acestea fiind pentru prima dată cultivate și aclimatizate în Anglia. William Aiton, care a devenit ulterior grădinar-șef al Royal Botanic Gardens, Kew, respectiv William Forsyth, după care Forsythia a fost denumită, s-au numărat printre elevii săi.
Miller a fost circumspect, la începuturile carierei sale, în a folosi denumirea binomială a lui Carolus Linnaeus, preferând clasificarea folosită de Joseph Pitton de Tournefort și John Ray. Ulterior, a comutat complet la sistemul lui Linnaeus odată cu publicarea celei de-a opta ediții a Dicționarului grădinarului (The Gardener's Dictionary) din 1768, având anterior contribuții la denominarea unor genuri, așa cum au fost Larix and Vanilla, pe care le-a denumit conform sistemului lui Linnaeus încă din 1754, odată cu apariția ediției a patra a sus-numitului dicționar.
Miller este cel care a trimis semințe de bumbac pentru prima dată în America de Nord. În 1733, Miller a trimis semințe de bumbac în viitorul stat american Georgia.